# Zygophylax crassicaulis
Zygophylax crassicaulis är en nässeldjursart som först beskrevs av John Fraser 1943.  Zygophylax crassicaulis ingår i släktet Zygophylax och familjen Lafoeidae. Inga underarter finns listade i Catalogue of Life.